# Jill Ireland
Jill Dorothy Ireland  (London, 1936. április 24. – Malibu, Kalifornia, 1990. május 18.) brit színésznő, táncosnő, filmproducer, 1968-tól haláláig Charles Bronson felesége és munkatársa.

## Élete
Apja borkereskedő volt Londonban. Jill 12 évesen már gyermektáncosként szerepelt, kis filmszerepekben az 1950-es évek közepén kezdett színészkedni, az 1955-ös Simon and Laura és az 1956-ban Három ember egy csónakban c. filmekben volt látható.
1957 feleségül ment David McCallum (1933) skót zenész-színészhez, akivel a Hell Drivers c. film forgatásán ismerkedett meg. Több filmben dolgoztak együtt (The Man from U.N.C.L.E. sorozat több epizódjában és néhány mozifilmben). Két közös fiuk született, Paul és Valentine, egy harmadik fiút, Jasont örökbe fogadtak. A házasfelek 1967-ben elváltak.
1968-ban Jill feleségül ment Charles Bronson amerikai színészhez (1921–2003), akivel néhány évvel korábban, 1963-ban ismerkedett össze, amikor akkori férje, McCallum és Bronson a A nagy szökés című film forgatásán együtt dolgoztak. Egy közös leányuk született, Zuleika és örökbe fogadtak egy másikat, Katrina Bronsont (1968). A következő két évtizedben Bronson és Ireland 17 mozifilmben szerepelt együtt. A házaspár együtt maradt Jill haláláig, 1990-ig. Néhány hónappal Jill elhunyta előtt, 1989-ben előző házasságában örökbe fogadott fia, Jason McCallum elhunyt kábítószer-túladagolásban.
Az 1980-as években Jill Irelandnál emlőrákot diagnosztizáltak. 1990-ben elhunyt a betegség következtében. Harcolt a kór ellen, betegsége alatt szerzett tapasztalatairól két könyvet is írt. 1991-ben amerikai tévéfilmet forgattak életének erről a szakaszáról, Reason for Living: The Jill Ireland Story címmel. Jill Irelandet Jill Clayburgh testesítette meg.
Hamvait özvegye, Charles Bronson őrizte haláláig. Amikor ő 2003-ban elhunyt, Jill urnáját Bronson sírjába helyezték. A Hollywood Boulevard-on, a hírességek emlékútján, a Walk of Fame-en egy csillag őrzi emlékét

## Főbb filmszerepei
- 1955: Simon and Laura, a recepciós
- 1956: Három ember egy csónakban (Three Men in a Boat), Bluebell
- 1956: A nagy pénz (The Big Money), Doreen Frith
- 1957: Hell Drivers, Jill
- 1959: Folytassa, nővér! (Carry On Nurse), Jill Thompson
- 1961: Viharos együttes (Raising the Wind), Janet
- 1962: Séta a nárciszok körül (Twice Round the Daffodils), Janet
- 1962–1963: Oroszlánszívű Richárd (Richard the Lionheart), tévésorozat, Marianne
- 1966: Shane, tévésorozat, Marian Starett
- 1967: Star Trek, tévésorozat, Leila Kalomi
- 1964–1967: The Man from U.N.C.L.E., tévésorozat, Imogen Smythe / Marion Raven / Suzanne de Serre
- 1968: Arnold, a bajkeverő (), lány az étteremben
- 1967–1975: Mannix tévésorozat, Ellen Kovak
- 1970: Futó zápor (Le passager de la pluie), Nicole
- 1970: Az erőszak városa (Città violenta), Vanessa Shelton
- 1970: Hideg veríték (De la part des copains), Moira
- 1971: Valaki az ajtó mögött (Quelqu’un derrière la porte), Frances Jeffries
- 1972: Cosa Nostra – A Valachi-ügy (The Valachi Papers), Maria Reina Valachi
- 1972: Mestergyilkos (The Mechanic), lány
- 1973: Valdez lovai (Valdez il mezzosangue), Catherine
- 1975: Szöktetés (Breakout), Ann Wagner
- 1975: A nagy bunyós (Hard Times), Lucy Simpson
- 1975: Breakheart-szoros (Breakheart Pass), Marica
- 1976: Déltől háromig (From Noon Till Three), Amanda Starbuck
- 1979: Szerelem és golyók (Love and Bullets), Jackie Pruit
- 1980: Egy lány, egy aranyóra és sok más (The Girl, the Gold Watch & Everything), tévéfilm, Charla O’Rourke
- 1982: Bosszúvágy 2. (Death Wish II), Geri Nichols
- 1987: Merénylet (Assassination), Lara Royce Craig
- 1987: Csapdában (Caught), Janet Devon

## Könyvei
- Life Wish: a Personal Story of Survival, 1987. (ISBN 0-515-09609-1, ISBN 0-316-10926-6)
- Lifeline: My Fight to Save My Family, 1989, (ISBN 0-7126-2531-3, ISBN 0-446-51480-2)

## További információ
- Jill Ireland a PORT.hu-n (magyarul)
- Jill Ireland az Internetes Szinkronadatbázisban (magyarul)
- Jill Ireland az Internet Movie Database-ben (angolul)
- Jill Ireland a Rotten Tomatoeson (angolul)
- Jill Ireland az AlloCiné weboldalán (franciául)
- Jill Ireland Profile. Famousfix.com. (Hozzáférés: 2023. január 18.)
- ↑ AndrewRoss:  Andrew Ross. Carry On Actors: The Complete Who’s Who of the Film Series (angol nyelven). Fantom Publishing (2015). ISBN 1-906358-95-8